# 7842 Ishitsuka
7842 Ishitsuka è un asteroide della fascia principale. Scoperto nel 1994, presenta un'orbita caratterizzata da un semiasse maggiore pari a 2,2950845 UA e da un'eccentricità di 0,2152062, inclinata di 5,24425° rispetto all'eclittica.